# Jésica Cirio
Jessica Wanda Judith Cirio Perutich (sinh ngày 21 tháng 3 năm 1985 tại Lanús, tỉnh Buenos Aires) được biết đến với cái tên Jésica Cirio hay Jessica Cirio là một người mẫu và vũ công người Argentina. Cô đã xuất hiện trên chương trình thực tế Argentina Cámara en Mano cũng như trong các bức ảnh lan truyền trong Revista Hombre.

## Sự nghiệp
Cô là người dẫn chương trình Kubik, một chương trình truyền hình phát sóng ở La Plata's America 2. Cô cũng tham gia hai phiên bản nổi tiếng của Argentina là ShowMatch Bailando por un sueño vào năm 2006, 2008 và 2012 và Dancing on Ice cũng vào năm 2006. Cirio đã làm việc nhiều lần ở Chile và cũng đã ở Fiebre de Baile.

### Bắt đầu
Lần xuất hiện công khai đầu tiên của cô là vào năm 2001, khi cô chạy đua với danh hiệu "Diosa nhiệt đới" ("Nữ thần nhiệt đới") trong chương trình truyền hình "Pasión Tropical". Sau đó, cô đóng vai cháu gái của Gerardo Sofovich trong "Polémica en el Bar". Cô cũng là khách mời đặc biệt của "Cámara en Mano".
Năm 2004, cô được chọn làm người dẫn chương trình "Kubik" cho America 2, nơi cô ở lại cho đến năm 2009, được thay thế bởi Victoria Vanucci, và sau đó là Ivanna Palliotti, Melina Pitra và Alejandra Maglietti.

### 2006-2010: ShowMatch & Chile
Vào năm 2006, Cirio đã tham gia phiên bản đầu tiên của Bailando por un Sueño, phân khúc "ShowMatch" cho Canal 13, được đưa vào bán kết. Jésica cũng tham gia vào các chương trình truyền hình khác, trong các vai trò mà nó ngày càng được biết đến nhiều hơn.
Năm 2007, cô tham gia phiên bản đầu tiên của Patinando por un Sueño, cuộc thi trượt băng nghệ thuật của chương trình "ShowMatch", do Marcelo Tinelli tổ chức. Người mẫu đã thể hiện tài năng của mình trên đường đua, và lọt vào bán kết, trong đó anh thua nữ diễn viên Anita Martínez, nhưng cũng hoàn thành giấc mơ của một người mơ mộng. Cô về thứ 20 giữa 22 người tham gia tranh tài.
Vào tháng 2 năm 2008, Jessica đã được Chilevisión mời tham gia chương trình tin đồn và giải trí nổi tiếng SQP, nơi cô đã trình bày chi tiết về Lễ hội Viña del Mar, ở Chile.
Năm 2008, cô lại tham gia phiên bản thứ năm của Bailando por un Sueño.
Năm 2009, Jessica trở lại Chile để tham gia Fiebre de Baile và loạt phim Infieles và Teatro en Chilevision.